# Бабићи (Приједор)
Бабићи су насељено мјесто у граду Приједор, Република Српска, БиХ. Према попису становништва из 1991. у насељу је живјело 1.358 становника.

## Географија
Налази се на 220-700 метара надморске висине, површине 18,92 км², удаљено око 18 km од градског центра. Припада мјесној заједници Камичани. Разбијеног је типа, дијели се на Горње и Доње Бабиће, а засеоци су: Алексићи, Балабани, Грујићи, Драгоњићи, Јакуповићи, Косови, Лукићи, Нишићи, Павловићи, Панићи, Тимарци, Форићи и Чопрке. Село је смјештено на обронцима Козаре. Кроз атар протиче рјечица Замоштаница, те потоци Вријеска и Радића поток.

## Историја
На подручју села налазе се двије дјелимично истражене праисторијске градине, које припадају касном бронзаном и млађем гвозденом добу. У засеоку Панићи нађена је некропола из млађег гвозденог доба, а на локалитету Ханиште остаци римске villae rusticae из III-IV вијека. Према предању, село је добило име по породици Бабић која се доселила током ХVII и ХVIII вијека, а касније је изумрла или се раселила. Породица Кос се доселила између 1820. и 1840. године.
У Другом свјетском рату погинуло је 55 бораца НОБ), а усташе и Нијемци убили су 56 цивила. У рату 1992-1995. погинуло је седам бораца ВРС, а међу мјештанима је било и цивилних жртава. У Горњим Бабићима 1960. подигнут је споменик за 36 жељезничара, који су радили на прузи Приједор-Срнетица-Дрвар, а усташе су их стријељале 1941. у овом мјесту. На истом споменику налази се посвета цивилним жртвама Другог свјетског рата. Поред њега, 2007. подигнут је споменик погинулим борцима ВРС.
У засеоку Балте постоје каменолом и погон за сепарацију камених производа, који се налазе у саставу рудника из Приједора. Село је 2013. имало трговинску радњу и занатско предузеће. Кроз Бабиће пролази тзв. банска цеста Приједор - Бања Лука, грађена тридесетих година ХХ вијека, за вријеме бана Светислава Тисе Милосављевића, која је поново асфалтирана 2006. године. Електрична енергија уведена је 1971, а телефонски прикључци 1989. године. Три локална водовода спроведена су 1975-1977. са рјечице Замоштанице и потока Вријеска и Кадинац.
Основна школа у Доњим Бабићима отворена је 1948, а 2013. радила је као петогодишња у саставу ОШ "Јован Дучић" из Ламовите. У засеоку Јакуповићи налази се џамија, изграђена 1983, а обновљена 2006, и гробље (мезарје).

## Становништво
Бабићи су 1879. имали 31 домаћинство и 250 становника (православаца); 1910. - 416 становника; 1948. - 909; 1971. - 1.290; 1991. - 1.358; 2013.- 215 домаћинстава и 649 становника (од којих 345 Бошњака, 278 Срба и 14 неопредијељених). Породице Алексић, Грујић, Драгоњић, Лукић, Нишић, Павловић, Панић, Тимарац, Чопрка славе Никољдан; Балабан - Петровдан; Кос - Светог Игњатија. Бошњачке породице су Јакуповић и Форић. Становништво се углавном бави пољопривредом.

| Националност       | 1991.        | 1981.        | 1971.        |
| Муслимани          | 875 (64,43%) | 855 (59,25%) | 694 (53,79%) |
| Срби               | 470 (34,60%) | 568 (39,36%) | 586 (45,42%) |
| Хрвати             | 0            | 2 (0,13%)    | 2 (0,15%)    |
| Југословени        | 0            | 4 (0,27%)    | 0            |
| остали и непознато | 13 (0,95%)   | 14 (0,97%)   | 8 (0,62%)    |
| Укупно             | 1.358        | 1.443        | 1.290        |

1. ↑  Муслимани се данас изјашњавају као Бошњаци.